# Прайм-тайм (фильм)
«Прайм-тайм» (англ. Primetime) — будущая криминальная драма режиссёра Лэнса Оппенхайма, для которого фильм станет дебютом в полнометражном кино. Главные роли в фильме исполнят Роберт Паттинсон, Фиби Бриджерс и Мерритт Уивер.
Компания A24 финансирует и продюсирует фильм вместе с Паттинсоном и его продюсерской компанией Icki Eneo Arlo.

## Сюжет
Тележурналист, занимающийся криминальными расследованиями, изменил лицо телевидения, рассказав о преступном мире.

## В ролях
- Роберт Паттинсон
- Фиби Бриджерс
- Мерритт Уивер
- Шон Бриджерс

## Производство
В октябре 2024 года стало известно, что Лэнс Оппенхайм дебютирует в полнометражном кино на студии A24, Паттинсон выступит в качестве продюсера, на тот момент его участие ограничивалось только продюсированием. Ари Астер также будет продюсировать фильм. Позднее Паттинсон получил главную роль в фильме.
Съёмки начались в Новом Орлеане, штат Луизиана, под рабочим названием Bluefin Tuna в начале февраля 2025 года и должны завершиться к концу марта 2025 года.. 11 марта 2025 года Паттинсон был замечен на съёмочной площадке вместе с коллегами Фиби Бриджерс, Мерритт Уивер и Шоном Бриджерсом.